# In the Land of Grey and Pink
Albums de Caravan
If I Could Do It All Over Again, I'd Do It All Over You
(1970) Waterloo Lily
(1972)
In the Land of Grey and Pink est le troisième album studio du groupe britannique de rock progressif Caravan. Il est sorti en 1971 sur le label Deram Records.

## Histoire

### Contexte
En 1970, Caravan commence à acquérir une réputation de groupe à suivre sur scène, même si les ventes de leurs disques restent modestes. Ils se produisent notamment devant 250 000 spectateurs lors du festival de Kralingen, aux Pays-Bas, ainsi qu'au festival de Plumpton, dans le Sussex. Durant ces tournées, ils écrivent plusieurs nouveaux morceaux qu'ils souhaitent enregistrer. Ayant éprouvé des difficultés à produire eux-mêmes leur deuxième album If I Could Do It All Over Again, I'd Do It All Over You, ils décident de faire appel au producteur David Hitchcock. Ce dernier apprécie leur musique et a joué un rôle crucial dans la signature de leur contrat avec Decca Records à l'époque où il faisait partie de leur département artistique. Le groupe, d'abord hésitant, est séduit par son enthousiasme et ses idées.

### Enregistrement
Caravan commence à travailler sur son troisième album en septembre 1970 aux studios Decca du quartier londonien de West Hampstead. Comme les précédents disques se composaient principalement de chansons écrites par le guitariste Pye Hastings, les autres membres du groupe ont un certain nombre de compositions prêtes à être enregistrées et la contribution de Hastings se limite à Love to Love You (And Pigs Might Fly). Le bassiste Richard Sinclair écrit Golf Girl pour sa petite amie. Ces deux chansons à la structure pop contrastent avec les autres morceaux, plus longs et complexes. Le claviériste David Sinclair apporte une série de fragments dont il cherche à faire une suite musicale. Avec l'aide des autres membres du groupe, il arrive ainsi à un morceau presque entièrement instrumental de 22 minutes, Nine Feet Underground, enregistré en cinq morceaux assemblés par Hitchcock avec l'ignénieur du son Dave Grinsted. David Sinclair interprète la plupart des solos sur ce titre, ainsi que sur le reste de l'album, au piano ou à l'orgue Hammond.
À l'exception de Nine Feet Underground, la majeure partie de l'album est enregistrée en décembre 1970 aux studios AIR, sur Oxford Street. La version finale de Golf Girl est enregistrée à AIR après une première tentative aux studios Decca, à un stade où cette chanson s'appelait encore Group Girl avec des paroles différentes,. Winter Wine, enregistrée en septembre sous la forme d'un instrumental, est elle aussi réenregistrée à AIR et reçoit des paroles évoquant les rêves et les contes de fées. La version finale inclut une introduction à la guitare acoustique et un passage improvisé à l'orgue. Le dernier morceau enregistré est la chanson-titre, sur laquelle Richard Sinclair fait un bruit de bulles. L'album est mixé aux studios Decca en janvier 1971.

### Parution et accueil
In the Land of Grey and Pink est publié le 8 avril 1971 au Royaume-Uni sur le label Deram Records. S'il n'entre jamais dans le classement des meilleures ventes, il reste vendu tout au long des années 1970 et la maison de disques ne le supprime jamais de son catalogue. Nine Feet Underground connaît une certaine popularité sur les radios FM qui le diffusent souvent la nuit,. Néanmoins, le manque de succès commercial frustre les membres de Caravan, qui estiment que Decca ne fait pas assez d'efforts pour promouvoir leur musique. En août 1971, David Sinclair décide de quitter le groupe pour rejoindre Matching Mole, le nouveau projet du batteur Robert Wyatt. In the Land of Grey and Pink est ainsi le dernier album de la formation originale de Caravan (Hastings, Coughlan et les cousins Sinclair) jusqu'à Back to Front, en 1982.
Avec le recul, In the Land of Grey and Pink est considéré comme l'un des meilleurs albums de Caravan, de l'école de Canterbury et du genre rock progressif en général. Il figure à la 34e place du classement des 50 meilleurs albums de rock progressif établi par le magazine Rolling Stone en 2015, et à la 19e place du classement des 40 meilleurs albums de rock cosmique établi par le magazine Q en 2005.

## Fiche technique

### Titres
Toutes les chansons sont écrites et composées par Richard Coughlan, Pye Hastings, David Sinclair et Richard Sinclair.
| 1. | Golf Girl                                    | 5:05 |
| 2. | Winter Wine                                  | 7:46 |
| 3. | Love to Love You (And Tonight Pigs Will Fly) | 3:06 |
| 4. | In the Land of Grey and Pink                 | 4:51 |

| 5. | Nine Feet Underground - Nigel Blows a Tune - Love's a Friend - Make It 76 - Dance of the Seven Paper Hankies - Hold Grandad by the Nose - Honest I Did! - Disassociation - 100% Proof | 22:43 |

In the Land of Grey and Pink a été réédité en 2001 au format CD avec cinq titres bonus :
| 6.  | I Don't Know Its Name (Alias the World)                                                     |                                                  | 6:12 |
| 7.  | Aristocracy                                                                                 | Richard Coughlan, Pye Hastings, Richard Sinclair | 3:42 |
| 8.  | It's Likely to have a Name Next Week (version instrumentale de Winter Wine)                 |                                                  | 7:48 |
| 9.  | Group Girl (première version de Golf Girl, avec des paroles différentes)                    |                                                  | 5:04 |
| 10. | Disassociation / 100% Proof (version remixée de la section finale de Nine Feet Underground) |                                                  | 8:35 |

### Musiciens

#### Caravan
- Pye Hastings : guitare électrique, guitare acoustique, chant
- David Sinclair : orgue Hammond, piano, mellotron, chœurs
- Richard Sinclair : basse, guitare acoustique, chant
- Richard Coughlan : batterie, percussions

#### Musiciens supplémentaires
- Jimmy Hastings (en) : flûte, saxophone ténor, piccolo
- John Beecham : trombone sur Golf Girl
- Dave Grinstead : canon, cloche et vents sur Nine Feet Underground

### Équipe de production
- David Hitchcock : production
- Dave Grinsted, John Punter, Derek Varnals : ingénieurs du son
- Anne Marie Anderson : pochette